# 熊崎慎子
熊崎 慎子（くまざき しんこ）は岐阜県出身の漫画家。武蔵野美術大学日本画科卒。第26回小学館新人コミック大賞佳作受賞。

## 作品リスト
- マイ・ステップ・ポジション（ちゃおDX 1990年夏の増刊号）
- 鬼面羅（『ちゃおデラックス』）
- キューティーハニーF（小学一～三年生）
- 目立ちすぎる幽霊